# Dracunculidae
Dracunculidae је породица ваљкастих црва. Ово су паразитске животиње, чији су прелазни домаћини копеподе.

## Опис
Имају заобљену главу са округлим или овалним усним отвором око кога се налази развијено кутикуларизовано поље. Такође поседују и око осам цефаличних папила у спољашњем кругу, које су добро развијене и нису међусобно срасле. У унутрашњем кругу је шест великих папила. Езофагус има два дела: мишићни и жлездани, од којих је други издуженији. Вивипарне су, а код гравидних женки задње црево атрофира у анус.

## Родови
Листа је вероватно непотпуна:
- , 1934
- , 1759